# La patria es primero

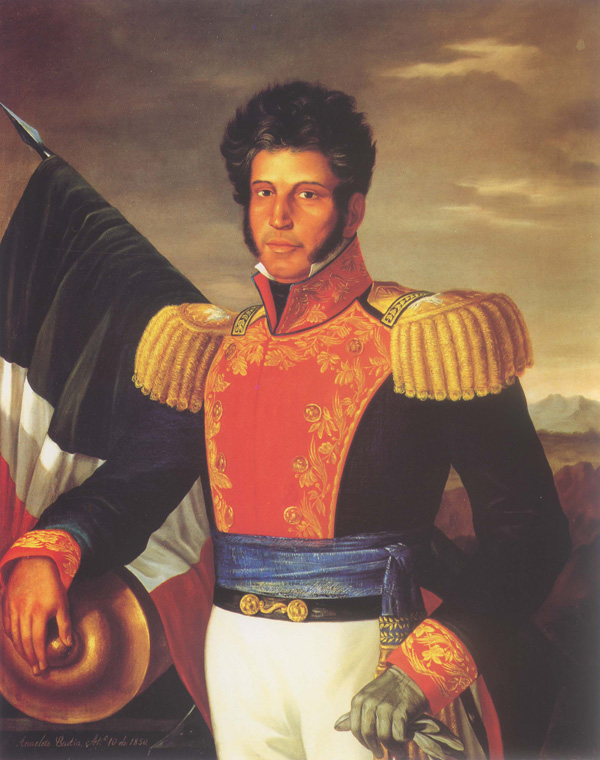
Vicente Guerrero.

«La patria es primero» es una frase célebre del militar y político mexicano Vicente Guerrero. Es ampliamente utilizada como un lema dentro de México. En el Estado de Guerrero, nombrado así en su honor, es su lema oficial bajo la variante «Mi patria es primero». La frase completa es: «Tu voz es, padre, para mí sagrada, pero la voz de mi patria es lo primero».

## Historia
En diciembre de 1815 fue fusilado José María Morelos, líder de la etapa de Organización de la Independencia de México. A su muerte, de facto Guerrero se encargó como principal líder durante la etapa de Resistencia (1815-1821), que fue nombrada así debido a una significativa reducción en los ejércitos rebeldes a comparación del anterior. En parte esto se debió al indulto político que ofreció el virrey Juan Ruiz de Apodaca.
En 1815 Juan Pedro Guerrero, padre de Guerrero, fue contactado directamente por Apodaca para que le ofreciera el indulto a su hijo, sin embargo lo rechazó absolutamente. Lorenzo de Zavala afirma que en aquella ocasión exclamó:

Señores, este es mi padre, ha venido a ofrecerme el perdón de los españoles y un trabajo como general español. Yo siempre lo he respetado, pero la patria es primero.
Ensayo sobre las revoluciones de México

Una versión alternativa sugiere que en realidad dijo lo siguiente:

Compañeros, este viejo es mi padre. Ha venido a ofrecerme el indulto en nombre de los españoles. Siempre he respetado a mi padre, pero[...] ¡la Patria es primero!

## Honores

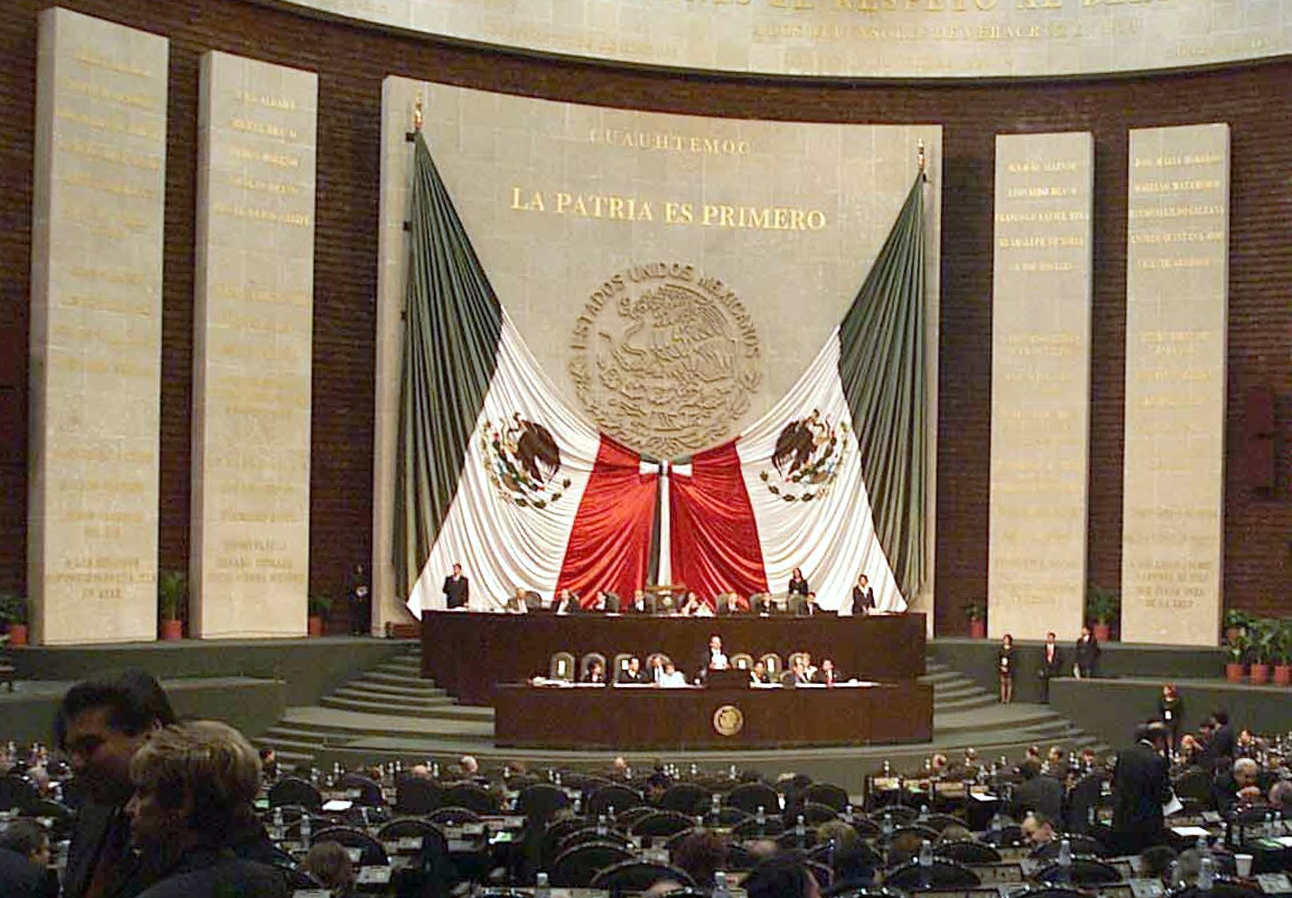
Letras de oro en la Cámara de Diputados.

La frase ha sido adoptada como un lema en diversas ocasiones dentro de México:
- El 8 de septiembre de 1971 por motivo del 150.º aniversario de la consumación de la Independencia el presidente Luis Echeverría ordenó escribir con letras de oro dicho lema en las habitaciones solemnes del Palacio Nacional y de las cámaras de Senadores y Diputados del Congreso de la Unión.[4]
- La Constitución del Estado de Guerrero reconoce la frase como su lema oficial «Mi patria es primero» en el artículo 31 de la sección IV.[5]